# Римокатоличка црква Св. Герхарда де Сангредо у Вршцу
Римокатоличка црква Св. Герхарда де Сангредо у Вршцу грађена је у периоду од 1860. до 1863. године и представља непокретно културно добро као споменик културе.
Није познато име архитекте који је израдио нацрт, али се претпоставља да је из Беча. Фасада је првобитно изведена у теракоти, али брзо је пропала, тако да је већ 1902. године обновљена и делом обложена каменом, с тим што је камен употребљаван за архитектонске детаље. Радове на обнови фасаде извеле су архитекте из Беча Knotgen и Bach из Беча. 

## Архитектура цркве
Црква је саграђена у неоготском стилу веома чистог обрасца. Приликом обнове постављене су и скулптуре на прочељу, као и велика композиција на балдахину изнад главног портала. Академски вајар и професор уметничке академије у Будимпешти исклесао је у камену: композицију у дубоком рељефу Богородица благосиља светог Стефана, затим скулптуре у натприродној величини Христос учитељ, Свети краљ Стефан, Свети Герхард и Богородица. 
Главни олтар светог Герхарда осликао је професор Бечке академије уметности Петар Јохан Гајгер 1863. године. Бочни олтар са представом Свете породице израдио је академски сликар Карл Гуч 1869. године. Унутрашњу декорацију - композиције и орнаментика изведене су у времену од 1912. до 1914. године. Сликао је Сирмај Антал уз помоћ Јуреина Антала и Јулија Мерлића, сликара из Вараждина. Десно од главног улаза налази се велика композиција, уље на платну, настала 1923. године, рад Стефана Јегера сликара из Ченеја, која приказује одбрану Вршца од турског напада у рату 1788. године, под вођством Јакоба Ханемана. Осим тога у цркви се чувају и следеће заставе: Зидрског еснафа из 1896. године, Вршачког удружења пољопривредника из 1906. године, Вршачког привредног савеза из 1901. године, као и застава ковачког цеха из 1894. године. У цркви се налазе и оргуље са два мануала и 52 регистра, израђена су почетком века 20. века, у радионици Леополда Вегштајна у Темишвару.